# عبدالمجید الصلیهم
عبدالمجید الصلیهم (عربی: عبد المجيد الصليهم؛ زادهٔ ۱۵ مهٔ ۱۹۹۴) بازیکن فوتبال اهل عربستان سعودی است که در پست هافبک برای باشگاه فوتبال النصر عربستان بازی میکند 

## افتخارات

### الشباب
- جام پادشاهی عربستان : ۲۰۱۴
- سوپرجام فوتبال عربستان : ۲۰۱۴

### رایو وایکانو
- سگوندا دیویسیون : ۲۰۱۷–۲۰۱۸

### النصر
- سوپرجام فوتبال عربستان : ۲۰۲۰
- جام قهرمانان باشگاه‌های عربی :  ۲۰۲۳